# Chełmiec (hora)
Chełmiec (německy Hochwald) je vrch ve Valbřišských horách, se svou výškou 851 m n. m. je druhou nejvyšší horou pohoří po Borowě (853 m n. m.). Hora, označovaná jako vyhaslá sopka, je tvořena permskými porfyry. Zalesněný vrch patří mezi vrcholy Koruny hor Polska.

## Historie
V 80. letech 19. století vedly na vrchol dvě nezpevněné cesty. V roce 1822 vznikla na vrcholu 22m kamenná rozhledna. Ve 20. a 30. letech 20. století se konaly na horu automobilové závody z Boguszówa na vrchol. Po druhé světové válce byla na vrcholu postavena budova vysílače, kde je technické zázemí RTON Chełmiec a kde byla mimo jiné i rušička rádia Svobodná Evropa. Vysílače pracovaly na středních a krátkých vlnách. Antény byly na dřevěných stožárech kolem budovy. Areál byl obehnán dvojitým plotem. Od 60. letech 20. století byl na Chełmci v provozu televizní převáděč, který převáděl signál ze Ślęży. V roce 1973 proběhla další významná investice do telekomunikačních zařízení, byl postaven 69 metrů vysoký stožár (podle jiných zdrojů 62metrový). V roce 1981 byla zprovozněna rušička rádia Svobodná Evropa.
Na vrcholu byl postaven 45metrový latinský kříž, který 23. září 2000 posvětil biskup Tadeusz Rybak.
Ve starších průvodcích je uváděna nadmořská výška Chełmce 869 metrů nad mořem, která se ovšem vztahuje ke geodetickému bodu na vyhlídkové věži.
V roce 2014 se na Chełmci uskutečnilo mistrovství Evropy ve sjezdu v závodech na horských kolech.

## Turistické cesty
- zelená: Trójgarb – Chełmiec – Dzikowiec Wielki
- žlutá: Valbřich – Chełmiec
- modrá: Evropská dálková trasa E3 (Atlantik – Černé moře), Chełmiec